# Vivíparo-anão
O vivíparo anão,também chamado de Peixe-mosquito Americano possui esse nome por causa do seu tamanho reduzido 3 cm sendo assim o menor dos poecilídeos. Gracas a esse porte começou o princípio de superovulação, sendo o recém nascido com um terço do tamanho dos pais.
É originário do Sudeste dos Estados Unidos da América.
Gosta de viver em um aquário com PH 7.2 a 7.6, temperatura de 25°C a 29°C ,dureza razoávelmente dura e aquário mínimo de 50L.